# Dirk Coster
Dirk Coster (5 de outubro de 1889 — 12 de fevereiro de 1950) foi um físico neerlandês.
Foi professor de física e meteorologia da Universidade de Groningen.
Ajudou Lise Meitner em 13 de julho de 1938 a viajar para fora da Alemanha Nazista.

## Publicações selecionadas
- Coster, D (julho de 1923). «Röntgenspektren und Bohrsche Atomtheorie». Naturwissenschaften. 11 (27): 567–577. Bibcode:1923NW.....11..567C. ISSN 0028-1042. doi:10.1007/BF01554353
- Bohr, N; Coster, D (dezembro de 1923). «Röntgenspektren und periodisches System der Elemente». Zeitschrift für Physik A. 12 (1): 342–374. Bibcode:1923ZPhy...12..342B. ISSN 0939-7922. doi:10.1007/BF01328104
- Coster, D; von Hevesey, G (20 de janeiro de 1923). «On the missing element of atomic number 72». Nature. 111 (2777): 79–79. Bibcode:1923Natur.111...79C. doi:10.1038/111079a0
- Coster, D; de Laer Kronig, R (1935). «A new type of Auger effect and its influence on the x-ray spectrum». Physica. 2: 13–24. Bibcode:1935Phy.....2...13C. doi:10.1016/S0031-8914(35)90060-X